# 中井雅之のハッピーで行こう!
『中井雅之のハッピーで行こう!』（なかいまさゆきのハッピーでいこう）は、2013年4月1日から2015年3月27日まで、ラジオ大阪で毎週月曜日 - 金曜日の9:05 - 11:40に放送された生ワイド番組。同局出身のフリーアナウンサー・中井雅之の冠番組である。

## 概要
ラジオ大阪で1994年7月から2013年3月29日まで放送していた『ラジオよしもと むっちゃ元気!』シリーズ（2008年7月以降のタイトルは『ラジオよしもと むっちゃ元気スーパー!』）の後継番組。「ハッピーな一日の始まり」をコンセプトに、同番組最後期の放送枠を引き継いだ。
これは、ラジオ大阪が2013年に開局55周年を迎える節目に、これまで使用したキャッチフレーズである「アンチエイジングステーション」から「ハッピーエイジングステーション」へと進化させ、それに合わせ、そのキャッチフレーズの「ハッピー」をタイトルに入れた番組として始まったものであった。
パーソナリティには、吉本興業所属の芸人が日替わりで担当していた『ラジオよしもと むっちゃ元気!』シリーズから一転して、ラジオ大阪OBの中井を全曜日で起用していた。

## 出演者
- 中井雅之（米朝事務所所属のフリーアナウンサー）
- 野上優子（MC企画所属のフリーアナウンサー）

コメンテーター

- 火曜：矢野宏（ジャーナリスト）
- 水曜：萩原芳樹（放送作家）
- 木曜：長利正弘（宝くじ評論家＆アドバイザー）
  - 番組開始から2013年6月27日放送分までは、格清政典（産経新聞大阪本社記者、出演時点では「夕刊フジ」関西版を担当）が木曜日に出演。出演期間中には、放送日発行分の「夕刊フジ」早版から記事を紹介したり、取材現場からの生中継でリポートを送ったりしていた。[2]

## 放送時間
- 2013年4月1日 - 2014年7月4日 月 - 金曜日9:05 - 11:40
- 2014年7月7日 - 2015年3月27日 月 - 金曜日9:00 - 11:40

## タイムテーブル
- 9時台

今日のテーマ
ニュース!ハッピー・アンハッピー!
- 10時台

産経新聞ニュース・アメダス天気予報・ラジオ大阪交通情報
中井雅之の私の家は甲子園!
曜日別コーナー
- 11時台

産経新聞ニュース・天気予報・ラジオ大阪交通情報
氷川きよし節（文化放送制作の全国ネット番組、11:13 - 11:23頃に内包）
ラジオ大阪では当番組の放送開始を機に、ネット受けを開始。